# Ирина Комнина (севастократорица Ирина)
Ирина Комнина или Ирина Дукина (ок 1110 – след. 1151/52), известна като севастократорица Ирина, е византийска аристократка от средата на XII век, съпруга на севастократор Андроник Комнин и снаха на император Мануил I Комнин. Амбициозна, независима и образована жена с разнообразни литературни вкусове и предпочитания, севастократорица Ирина става патрон на изтъкнат кръг от литератори, в който влизат имена като Йоан Цеца, Теодор Продром, Константин Манасий, Манганий Продром и Яков, монах Кокинобафос, които творят под нейно поръчителство и чиито съхранени писма, посвещения и наслови свидвтелстват за тясната връзка на творчеството им с авторитета на севастократорицата. След преждевременната смърт на съпруга ѝ през 1142 г. между севастократорица Ирина и император Мануил I назрява лична вражда, поради която севастократорицата била репресирана неколкократно, а огромното ѝ богатство е конфискувано. Предполага се, че е починала след 1151/1152 г.

## Живот
Въз основа на данните за възрастта и броя на децата ѝ към момента на смъртта на севастократор Андроник през август/септември 1142 г., се прави предположение, че Ирина е била родена вероятно към 1110/1111 г. и около 1124/1125 г. се омъжила за Андроник Комнин (роден през 1108/1109 г.)

### Произход
Изворите пазят упорито мълчание за нейния произход и самоличността на родителите ѝ: от целия корпус извори, съставляващ около сто стихотворения, писма и други творби, посветени или адресирани до севастикраторица Ирина, само един предлага няколко клишета относно благородния ѝ произход от семейство на храбри воини от рода на Еней – анонимна похвала (енкомион) за Ирина в Cod. Marc. Gr. 524. Съществува предположение, че севастократорицата е една от няколкото чужденки, приели името Ирина, след като били задомени във византийското императорско семейство по времето на император Йоан II Комнин. Една хипотеза, опираща се на съобщението от анонимната похвала в Cod. Marc. Gr. 524, че родът ѝ водел началото си от този на Енеидите, т.е. троянците, приписва на Ирина нормански произход, водещ началото си от Южна Италия, от Антиохия или от първите нормани, установили се в Константинопол в началото на века. Някои изследователи отхвърлят възможността тя да произхожда от някое установено отдавна в Константинопол норманско семейство, тъй като писмата на Яков монах до Ирина, както и поръчаната от нея „Еротимата“ на Теодор Продром – елементарна по съдържание граматика, дават основание да се предположи, че гръцкият не е бил неин роден език и че тя вероятно е била чужденка, която известно време е трябвало да бъде възпитавана в духа на гръко-византийската култура. В тази връзка бракът ѝ с Андроник Комнин, отнасян според изчисленията на Константинос Варзос към 1124/1125 г. , се поставя в контекста на усилията на византийските императори от второто и третото десетилетие на XII век да установят династични връзки с норманите.
Освен това норманският произход на Ирина според авторите на тази хипотеза – Майкъл и Елизабет Джефрис, – е бил вероятната причина и за деградацията на отношенията ѝ с император Мануил I през 40-те години – период, който е белязан от твърдата антинорманска линия в политиката на Мануил I. Вероятно византийско-норманските отношения по това време са причина темата за произхоида на Ирина да бъде упорито отбягвана в писанията, които ѝ били посветени. Освен това за първи път Ирина е поставена под домашен арест около 1143 г., когато е разкрит заговорът на Йоан Рогерий Даласин – друг член на императорското семейство с норманска кръв, към който вероятно са били и съпричастни други нормани в двора. В допълнение, двамата автори прозират и политическа мотивировка в острата реакция на Ирина по отношение на брака на дъщеря ѝ Теодора с австрийския херцог Хайнрих II Бабенберг, описана в едно стихотворение на Манганий Продром от около 1150/51 (в Cod. Marc. Gr. XI 22, fol. 56-57v, Nr. 47). Полубрат на германския император, Хайнрих II се жени за Теодора Комнима малко след края на Втория кръстоносен поход (през лятото на 1148 г. или началото на 1149 г.), като бракът бил уреден от Мануил I и имал за цел да цементира съюза между двете империи, насочен главно срещу амбициозния нормански крал Роже II Сицилиански. Стига се до ситуацията чрез омъжването на императорската племенница, в чиито вени тече норманска кръв, да се затвърждава антинорманският съюз между Византийската и Германската империя, скрепен преди това с брака на Мануил I и Берта фон Зулцбах. Севастокрсторица Ирина вероятно е изразявала в тесен кръг остри критики срещу връзката между Бабенберг и дъщеря ѝ, разочарована, че детето ѝ е използвано като политическа пешка в консолидирането на вече съществуващия антинормански съюз между ромеи и германци, което е вдъхновило Манганий Подром да опише яростта ѝ в стихотворение.
Враждата с императора става причина Ирина да е поставена под домашен арест във Великия дворец, а впоследвие да е изпртена на заточение в манастир на Принцовите острови. През 1144 г. ѝ било позволено да се завърне в столицата, но през 1147 г., когато норманският крал Рожер II нападнал ромейските владения в Гърция, възползвайки се от затрудненията на империята по времето на Втория кръстоносен поход, Ирина е обвинена в заговор срещу императора и след известно време на изгнание в Сердика, е затворена в манастира „Пантократор“.

## Покровител на книжнината и изкуството
Ирина била известна като любителка на просветата и покровителка на книжнината, която оказвала подкрепа на неколцина от най-изтъкнатите писатели от своето време. По нейна поръчка е била написана стихотворната летопис на Константин Манасий. В един от преписите на гръцкия текст на летописта му се чете дълъг надслов: „Преглед на историята в стихове, започващ от сътворението на света и достигащ до царуването на господаря Никифора Вотаниата, (съставен от) господина философа Константина Манаси и изречен пред севастократорица Ирина, снаха на императора господаря Мануила, заедно с неговия роден брат господина Андроника“. От тези думи би следвало да се заключи, че поетът е прочел, вероятно лично, своето произведение пред покровителката си и нейния съпруг. Изложението на летописта започва с кратко посвещение, в което се обясняват причините за написването на произведението и се отдава благодарност към Ирина. Вероятно през 1145 г., малко след завършването на произведението си, Манасий съставя и една кратка поема – посвещение до севастократорица Ирина, с която Манасий предлага хрониката си, окачествена като плод на труда му, на Ирина и възхвалява нея и съпруга ѝ. Във Виенския препис на Манасиевата хроника (MS. Vienna, ÖNB, Phil. Gr. 149, f. 10) епиграмата дори е съпроводена с изображение на поета, предлагащ произведението си на севастократорицата, като между двете централни фигури на компоцията са поместени и последните стихове от една астрономическа поема – друго произведение, което Манасий посветил на севастократорица Ирина и което представлява поема за астрологията и зодиакалните знаци. Тя е запазена в шест ръкописа, като само два от тях – Codex 151 (XIV век) от манастира „Панагия Камариотиса“ в Халки, който днес се съхранява в библиотеката на Вселенската патриаршия, и Codex Vind. phil. gr. 149 (XIV век) приписват авторството на Манасий, а в останалите за неин автор е посочен Теодор Продром. Поемата съдържа 593 петнадесетосрични стиха. Първите 15 уводни стиха от поемата и финалните 29 стиха са посветени на севастократорицата, а между стиховете за седемте планети и тези за съзвездията и зодиакалните знаци са вмъкнати още три стиха за Ирина (358 – 360).
Йоан Цеца съставя за севастократорица Ирина Комнина своята Теогония – каталог с родословия на олимпийските богове и герои, написан в петнадесетосричен ямб (т.нар. политически стих), – и няколко други съчинения. В едно от писмата си до Ирина Йоан Цеца роптае срещу нейните секретари, които не му позволяват достъп до нея. Второ негово писмо свидетелства за особения интерес, който севастократорицата имала към Омировата поезия: Цеца споменава, че Ирина получила от негов недоброжелател книгата му с Тълкувания (вероятно неговите „Алегории на „Илиада“), без тя да успее да разпознае истинския автор на произведението. В някои от писмата си до севастократорицата Яков монах, неин духовен наставник, се опитва да я отвърне от Омир и от други произведения на елинистичната култура, които според него покварявали човешката душа. Анонимният поет от Cod. Marc. Gr. 524 пък съобщава, че севастократорица Ирина се интересувала от граматиката, познавала произведенията на Омир, Хермоген и Демостен и предпочитала Платон пред Аристотел.
На севстократорица Ирина Теодор Продром посвещава своята Еротимата - една елементарна граматика, – и слова за различни моменти от нейния живота и този на семейството ѝ – слово за раждането на сина сина ѝ Алексий и слово за смъртта на съпруга ѝ, написано от нейно име. В друго свое стихотворение Продром отправя молба към Ирина да му помогне в неговата болест, като му отпусне малка сума пари.
Някои от поемите на Манганий Продром (Псевдо-Продром) – поет, който в продължение на повече от десетилетие е бил на служба в дома на севастократорицата, също са били произнесени за първи път в семейния параклис в дома ѝ. Около 1148/49 г. Манганий Продром съставя епиталамий за сватбата на дъщеря ѝ Теодора и Хайнрих II Бабенберг (Cod. Marc. Gr. XI 22, fol. 34r-v), а през 1150/51 г. и още две стихотворения с критичен характер към същия брак (Cod. Marc. Gr. XI 22, fol. 66v-67r, Nr. 55 и Cod. Marc. Gr. XI 22, fol. 56-57v, Nr. 47), които вероятно са били произнесени в тесен кръг пред севастократорица Ирина. Част от антуража на севастократорицата, Манганий Продром последвал Ирина, когато тя била принудена да напусне столицата, заподозряна в заговор. От нейно име той съчинява стихотворение до императора, в което Ирина се обръща към Мануил I като равна и смело го обвинява в несправедливо отношение.
От Яков монах, духовен наставник на севастократорицата, са съхранени 43 писма до Ирина (Cod. Par. Gr. 3039) и една проповед за Светия Дух, адресирана до нея. В тях авторът я съветва относно подбора на четива, като я предупреждава да избягва определени заглавия, светски и теологични, и ѝ препоръчва други, включително някои свои памфлети. Някои от писмата му съдържат смекчени укори към Ирина за това, че не е успяла да сложи ред в домакинството си, а други – изблици на възмущение срещу предателството спрямо нея, извършено от член на домакинството ѝ, наричан от Яков с името Теофилакт, който се свързва с родения в Италия преводач на служба при Мануил I през 1160/61. Анализът на писмата на Яков монах позволява на съвременните изследователи да идентифицират духовния ментор на Ирина с автора на два богато илюстровани ръкописа от XII век – Codex Vaticanus Gr. 1162 и Parisisinus Gr. 1208, които днес се съхраняват съответно във Ватиканската и в Парижката национална библиотека. Двата ръкописа са с почти еднотипно съдържание и съдържат шест слова (омилии), посветени на различни моменти от живота на света Богородица, известни като Омилии на Кокинобафос, по името на техния автор, подписал се като Яков, монах Кокинобафос (монах от манастира Кокинобафос). Смята се, че двата луксозни кодекса са изработени в едно константинополско ателие, и то по поръчка на платежоспособен патрон, като все повече сред историците на изкуството се налага мнението, че най-вероятен поръчител на изработката на двата кодекса на Кокинобафос е била севастократорица Ирина Комнина, която е поддържала активна кореспонденция с Яков Кокинобафос и като патрон на ръкописите му. Съдържанието на неговите писма до нея потвърждава идентификацията на севастократорицата като вероятен патрон и първи притежател на Ватиканския кодекс въз основа на конкретни доказателства, които свързват интересите и литературните вкусове на Ирина със съдържанието на книгата, която Яков монах е съставил за нея – това е книга по спекулативна теология, съставена като наръчник от духовния наставник на севастократорицата по въпроси, които той е смятал за съществени за духовното ѝ благополучие и укрепването на православната ѝ вяра. Освен това книгата кореспондира със силния интерес на севастократорицата към Богородица, към Песента на песните и теологичния мистицизъм. Същевременно словесното и илюстративното съдържание на книгата е внимателно подбрано и оформено по начин, който да отговаря на вкусовете и очакванията на една аристократка и майка с подчертан интерес към литературата със светски характер.
Независимо от превратностите в живот си Ирина е била и сред най-изявените ктиторки на различни художествени произведения: стенописи, украси, укрсени ръкописи, сред които са богато украсените екземпляри с омилиите на Яков, монах Кокинобафос (Codex Vaticanus Gr. 1162 и Codex Parisinus. Gr. 1208), както и украсеният ръкопис с преписа на Граматиката на Теодор Продром от библиотеката на гръцката патриаршия в Йерусалим (Codex Taphou 52), за който се смята, че е бил специално изработен за севастократорицата екземпляр на Продромовата Граматика.
Някои стихове, написани от Манганий Продром от името на Ирина, хвърлят светлина върху различни оброчни дарове, направени от една благочестива жена – Ирина е дарила украсени покривала за иконите на Богородица в различни столични храмове и в семейния си параклис – на „Богородица Айосоротиса“, на „Богородица Одигитрия“, на „Богородица Васиотиса“, на „Богородица Кириотиса“, на „Богородица живоносен източник“ в Пиги.
Стиховете на Манганий Продром за манастира „Света Богородица живоносен източник“ в Пиги например са съставени от името на Ирина по случай разкошния пеплос, който тя дарила на манастира в знак на благодарност за оздравяването на сина ѝ Йоан, който загубил окото си по време на дуел..

## Деца
От брака си с Андроник Комнин севастократорица Ирина има четири деца:
- Йоан Дука Комнин (р. 1126 – 17 септември 1176)[39], стратег (военен комендант) на Сердика (София), дука на Кипър (1155 – 1176), жени се 1146 г. за Мария Таронитиса; дъщеря му Мария става кралица на Йерусалим[40]
- Мария Комнина (р. 1127)[41], омъжена първо за Теодор Дасиот, после за Йоан Кантакузин[42]
- Евдокия Комнина (р. ок. 1129)[43], два пъти омъжена, последен съпруг – Михаил Гавра; била любовница на Андроник I Комнин[44]
- Теодора Комнина (ок. 1132 - † 3 януари 1183)[45], втората съпруга на австрийския херцог Хайнрих II Язомиргот[46]

- Алексий Комнин (р. ок. 1135[47] или 30 март 1141[48]), протосеваст, женен за Мария Дукина.[49]

Отношението на император Мануил I към севастократорица Ирина не засяга по никакъв начин отношенията му с децата ѝ. Синовете на брат му от Ирина се ползват с особено благоразположение и заемат високи длъжности и позиции в дворцовата йерархия и провинциалното управление: Йоан е сред най-доверените лица на императора в двора и известно време е наследник на престола, а след неговата смърт мястото му е заето от Алексий, който през 1180 г. дори застава начело на управлението като любовник на императрицата и регент на малолетния Алексий II Комнин.

### Цитирана литература
- ((ru)) Васильевский, В. (1893). О севастораториссе Ирине. – Журналъ Министерства народнаго просвѣщения, Часть CCLXXXV. С.-Петербургь: Тип. В.С. Балашева, 1893, январь,  179-185, https://runivers.ru/upload/iblock/ac4/285.pdf
- Велинова, Вася Николова (2013). Среднобългарският превод на Хрониката на Константин Манасий и неговият литературен контекст (Автореферат на дисертационен труд за присъждане на научната степен „Доктор на науките”). София: Софийски университет „Св. Климент Охридски”, Факултет по славянски филологии, Център за Славяно-византийски проучвания „Проф. Иван Дуйчев”, https://www.uni-sofia.bg/index.php/bul/content/download/108358/832916/version/1/file/Avtoreferat_V.Velinova.pdf
- Дуйчев, Иван (2017). Летописта на Константин Манаси. – Електронна библиотека по архивистика и документалистика. София, 2017, https://electronic-library.org/articles/Article_0037.html
- ((ru)) Каждан, Александар П (1964). Феодор Продром и его стихи на рождение Алексея Комнина. Два новых византийских памятника XII столетия. – Византийский временник, 24, http://www.vremennik.biz/opus/BB/24/51907
- ((de)) Agapitos, Panagiotis A. (2019). Vom Aktualisierungsversuch zum kommunikativen Code: Johannes Tzetzes und der Epilog seiner Theogonie für die sebastokratorissa Eirene, In: A. Külzer (ed). Herbert Hunger und die Wiener Schule der Byzantinistik: Rückblick und Ausblick. Vienna – Novisad, pp. 271-290, https://www.academia.edu/39003148/P_A_Agapitos_Vom_Aktualisierungsversuch_zum_kommunikativen_Code_Johannes_Tzetzes_und_der_Epilog_seiner_Theogonie_für_die_sebastokratorissa_Eirene_in_A_Külzer_ed_Herbert_Hunger_und_die_Wiener_Schule_der_Byzantinistik_Rückblick_und_Ausblick_Vienna_Novisad_2019_pp_271_290
- ((en)) Berg, van den, Baukje (2020). John Tzetzes as Didactic Poet and Learned Grammarian. – Dumbarton Oaks Papers, 74, 2020, https://www.jstor.org/stable/10.2307/26979086
- ((en)) Evangelatou, Maria (2014). Threads of Power: Clothing Symbolism, Human Salvation, and Female Identity in the Illustrated Homilies by Iakobos of Kokkinobaphos. – Dumbarton Oaks Papers, 68. Dumbarton Oaks,  241-323, JSTOR 24643760, https://archive.org/details/DOP68_08_Evangelatou/page/243/mode/1up
- ((en)) Garland, Lynda (1994). “The eye of the beholder" : Byzantine imperial women and their public image from Zoe Porphyrogenita to Euphrosyne Kamaterissa Doukaina (1028-1203). – Byzantion,  64(2),  261–313, http://www.jstor.org/stable/44172178
- ((en)) Grünbart, Michael (2005). Tis love that has warm'd us. Reconstructing networks in 12th century Byzantium. – Revue belge de philologie et d'histoire, 83, fasc 2 Histoire médiévale, moderne et contemporaine - Middeleeuwse, moderne en hedendaagse geschiedenis.,  301-313, doi:10.3406/rbph.2005.4924, https://www.persee.fr/doc/rbph_0035-0818_2005_num_83_2_4924
- ((de)) Harlfinger, Dieter (1999). Wertvolle Bücher. Dekorative Graphik. Auktion 67, 21.-23. April 1999. Reiss und Sohn., https://pinakes.irht.cnrs.fr/notices/bibliographie/ZESFSQWZ/
- ((en)) Jeffreys, Elizabeth (1981). The Sevastokratorissa Eirene as Literary Patroness: The Monk Iakovos. XVI. Internationaler Byzantinistenkongress, Wien, 4. - 9. October 1981. Akten. II. Teil. 3. Teilband. Kurzbeiträge. 5. Funktionen und Formen der byzantinischen Literatur. 6. Realienkunde - Materielle Kultur. – Jahrbuch der Österreichischen Byzantinistik, 32/3. Wien, 1982,  63-71
- ((en)) Jeffreys, Elizabeth (1984). Western infiltration of the Byzantine aristocracy : some suggestions, In: Angold, Michael (ed). The Byzantine aristocracy, IX to XIII centuries. Oxfors: BAR International Series 221, pp. 202-210, ISBN 978-1-4073-3772-2 (ebook), ISBN 978-0-8605-4283-4 (paperback)
- ((en)) Jeffreys, Elizabeth (2010). Mimesis in an ecclesiastical context. The case of lakovos Monachos, In: Rhoby, Andreas; Schiffer, Elizabeth (eds). Imitatio - Aemulatio - Variatio. Akten des internationalen wissenschaftlichen Symposions zur byzantinischen Sprache und Literatur (Wien, 22.-25. Oktober 2008). (Nr. 1775). Wien: Verlag der Österreichische Akademie der Wissenschaften, pp. 153-164, ISBN 978-3-7001-6825-6, https://www.austriaca.at/0xc1aa5576%200x0024a30d.pdf
- ((en)) Jeffreys, Elizabeth (2012). The sevastokratorissa Eirene as patron, In: Lioba Theis; Margaret Mullett; Michael Grünbrt, with Galina Fingarova and Matthew Savage (eds). Female founders in Byzantium and beyond, Wiener Jahrbuch für Kunstgeschichte, 60/61, 2012-12-1, doi:10.7767/wjk-2012-0118, ISBN 978-3-205-78840-9, ISSN 0083-9981, e-ISSN 2307-2962, https://www.researchgate.net/publication/271187900_14_The_sebastokratorissa_Irene_as_Patron, посетен на 28 септември 2023
- ((en)) Jeffreys, Elizabeth (2019). The Homilies of James of Kokkinobaphos in their Twelfth-Century Context, In: Arentzen, T.; Cunningham, MB (eds). The Reception of the Virgin in Byzantium: Marian Narratives in Texts and Images. Cambridge University Press, pp. 281-306, doi:10.1017/9781108696791.014
- ((en)) Jeffreys, Elizabeth; Jeffreys, Michael (1994). Who was Eirene the sevastokratorissa?. – Byzantion, 64(1). Peeters Publishers Stable, 1994,  40-68, https://www.jstor.org/stable/44172130, посетен на 28 септември 2023
- ((en)) Jeffreys, Elizabeth; Jeffreys, Michael (2024). 12 - Manganeios Prodromos: His Life and Writings, In: Baukje van den Berg & Nikos Zagklas (eds). Poetry in Byzantine Literature and Society (1081-1204): New Texts, New Approaches. Cambridge University Press, 17 October 2024, pp. 305-338, doi:10.1017/9781009467292, ISBN 9781009467292, chapter-DOI:10.1017/9781009467292.013, https://www.cambridge.org/core/books/abs/poetry-in-byzantine-literature-and-society-10811204/manganeios-prodromos-his-life-and-writings/C7706B817867CBF0EDFF4F01FA4923E0
- ((en)) Jeffreys, M. et al. (eds) (2016). Eirene the sebastokratorissa, wife of Andronikos, son of Ioannes II (ID: Eirene 20115). – Prosopography of the Byzantine World. King's College London, ISBN 978-1-908951-20-5, https://pbw2016.kdl.kcl.ac.uk/person/Eirene/20115/
- ((en)) Kazhdan, Alexander (ed) (1991). The Oxford Dictionary of Byzantium. Oxford and New York: Oxford University Press, ISBN 0-19-504652-8, COBISS.BG-ID: 1107246820, https://archive.org/details/odb_20210521/mode/2up
- ((de)) Lampsidis, Odysseus (1984). Zur Sevastokratorissa Eirene. – Jahrbuch der Österreichischen Byzantinistik, 34. Wien: Verlag der Österreichischen Akademie der Wissenschaften,  91-105
- ((de)) Lampsidis, Odysseus (1988). Zur Biographie von K. Manasses und zu seiner Chronike Synopsis (CS). – Byzantion, 58(1). Wien, 1988,  97-111, https://www.jstor.org/stable/44171041
- ((en)) Linardou, Kallirroe (2007). The Kokkinobaphos Manuscripts Revisited: The Internal Evidence of the Books. – Scriptorium, 61(2),  384 - 407, doi:10.3406/scrip.2007.4228, ISSN 2212-7429, https://www.persee.fr/doc/scrip_0036-9772_2007_num_61_2_4228
- ((en)) Linardou, Kallirroe (2017). The Homilies of Iakovos of the Kokkinobaphou Monastery, In: Tsamakda, Vasiliki (ed). A companion to Byzantine illustrated manuscripts, 2. Boston: Brill, pp. 382 - 394, ISBN 9789004343184, ISSN 2212-7429, ISBN 9789004346239 (E-Book), https://www.academia.edu/32105995/The_Homilies_of_Iakovos_of_the_Kokkinobaphou_Monastery_in_V_Tsamakda_ed_A_Companion_to_Byzantine_Illustrated_Manuscrits_Brill_2017_383_393
- ((en)) Magdalino, Paul (2002) [1993]. The Empire of Manuel I Komnenos, 1143 – 1180. Cambridge, United Kingdom: Cambridge University Press, ISBN 0-521-52653-1, http://books.google.com/books?id=0cWZvqp7q18C
- ((en)) Mullett, Margaret (1984). Aristocracy and Patronage in the Literary Circles of Comnenian Constantinople, In: Angold, Michael (ed). The Byzantine aristocracy, IX to XIII centuries. Oxford: BAR International Series 221, pp. 173-201, ISBN 860542831
- ((es)) Manzano, Teresa Martínez (2000). La Gramática de Teodoro Pródromo procedente de Ia antigua Biblioteca de Ia Universidad de Salamanca. – Helmantica: Revista de filología clásica y hebrea, Tomo 55(155). Universidad Pontificia de Salamanca,  457-469, ISSN 0018-0114, https://dialnet.unirioja.es/servlet/articulo?codigo=4630667
- ((en)) Nilsson, I. (2022). The Literary Imaginary of the Past as the Truth of the Present: Occasional Literature in Twelfth-Century Constantinople, In: C. Taranu; M. J. Kelly (eds). Vera Lex Historiae?: Constructions of Truth in Medieval Historical Narrative . Punctum Books, pp. 213–250, http://www.jstor.org/stable/j.ctv2v55mgn.9
- ((de)) Rhoby, Andeas (2009). Verschiedene Bemerkungen zur Sebastokratorissa Eirene und zu Autoren in ihrem Umfeld. – Nea Rhōmē, 6,  305–36, https://www.academia.edu/22808994/Verschiedene_Bemerkungen_zur_Sebastokratorissa_Eirene_und_zu_Autoren_in_ihrem_Umfeld_Nea_Rhome_6_2009_
- ((en)) Shepard, Jonathan (2022). Knowledge of the West in Byzantine sources. Leiden: Koninklijke Brill NV, doi:10.1163/9789004499249
- ((en)) Spatharakis, Ioannis (1985). An Illuminated Greek Grammar Manuscript in Jerusalem : a Contribution to the Study of Comnenian Illuminated Ornament. – Jahrbuch der Österreichischer Byzantinistik, 35,  231- 252
- ((en)) Spingou, F. (2019). Ritual and Politics in the Pantokrator: A Lament in Two Acts for Eirene’s Son, In: Sághy, M.; Ousterhout, R. (eds). Piroska and the Pantokrator: Dynastic Memory, Healing and Salvation in Komnenian Constantinople. Budapest, Hungary: Central European University Press, 9 октомври 2019, pp. 305-322, ISBN 9789633862971, http://www.jstor.org/stable/10.7829/j.ctvs1g99q.18.
- ((en)) Talbot, Alice-Mary (1994). Epigrams of Manuel Philes on the Theotokos tes Peges and Its Art. – Dumbarton Oaks papers, 48,  135-165, http://www.jstor.com/stable/1291725
- ((en)) Tomadaki, Maria (2022). Constantine Manasses: A Dedicatory Epigram to the Sebastokratorissa Eirene, In: Spingou, F. (ed). Sources for Byzantine Art History. Cambridge University Press, pp. 1416-1423, doi:10.1017/9781108672450.0139
- ((en)) Troncarelli, Giulia (2022). Musa Grammatica. Il codice Taphou 52 di Gerusalemme e le sue iniziali parlanti. [Abstract]. – Rivista di Storia della Miniatura, 26. L'Erma di Bretschneider, 2022, doi:10.48255/2785-4019.RSM.26.2022.04, https://en.lerma.it/toc/6546
- ((el)) Varzos, Konstantinos (1984a). Η Γενεαλογία των Κομνηνών, A. Thessaloniki: Centre for Byzantine Studies, University of Thessaloniki, OCLC 834784634, архив на оригинала от 11 април 2019, https://web.archive.org/web/20190401112856/https://www.kbe.auth.gr/sites/default/files/bkm20a1.pdf
- ((el)) Varzos, Konstantinos (1984b). Η Γενεαλογία των Κομνηνών, B. Thessaloniki: Centre for Byzantine Studies, University of Thessaloniki, OCLC 834784665, архив на оригинала от 11 април 2019, https://web.archive.org/web/20190401112859/https://www.kbe.auth.gr/sites/default/files/bkm20b.pdf